# Cibeureum (Cijaku)
Cibeureum is een bestuurslaag in het regentschap Lebak van de provincie Banten, Indonesië. Cibeureum telt 2353 inwoners (volkstelling 2010).